# Benjamin Pascal
Benjamin Pascal est un acteur, musicien et romancier français.

## Biographie

### Débuts
Né de parents comédiens, Benjamin Pascal commence le théâtre à l'âge de neuf ans avec le metteur en scène Jacques Ardouin. Le jour de son dixième anniversaire, le 3 juillet 1988, il joue le rôle-titre du Petit Prince au théâtre du Lucernaire.
À la fin des années 1980, les chaînes télévisées recherchant des voix d'enfants, il est repéré pour travailler dans le doublage et passe un essai concluant sur la série Quoi de neuf, docteur ?. Avec l'école et les enregistrements quotidiens de la série, il doit décliner le rôle qui sera finalement confié à une femme. Il viendra cependant doubler des guests les mercredis et samedis. 
Après avoir obtenu une licence d'arts du spectacle, il poursuit dans le doublage avant de devenir, par la suite, une des voix récurrentes de l'animation japonaise, doublant notamment Jean Kirschtein dans L'Attaque des Titans, Present Mic dans My Hero Academia, Taiga Kagami dans Kuroko's Basket, Ohma Tokita dans Kengan Ashura, Laurent Thierry dans Great Pretender ou encore Pilaf dans Dragon Ball Super. En parallèle, il est aussi connu pour être la voix de l'antagoniste Nox dans Wakfu et pour prêter régulièrement sa voix à l'acteur Zach Woods et, occasionnellement, à Ashton Kutcher (Mon oncle Charlie) et Martin Starr.

### Musique
De novembre 2008 au 30 janvier 2010 (la dernière date du groupe), il a été le 3e Monsieur D du groupe Oldelaf et Monsieur D à l'Olympia.

### Carrière d'écrivain
En avril 2023, il publie son premier roman policier, La Petite Rouge, qui reçoit le prix du Suspense Psychologique 2023, le prix polar 2024 au salon de Mauves-sur-Loire et le prix des lecteurs Gouttes de Sang d'Encre 2024 au salon de Vienne.

### Vie privée
Il est le frère de la comédienne Caroline Pascal.

## Discographie
- 2009 : Bête et Méchant aux éditions Milan, album pour enfant d'Oldelaf[6]
- 2009 : Dernière Chance d'être disque d'or, chez RoyMusic (EMI)
- 2010 : Dernière Chance de se faire du fric
- 2010 : L'incroyable histoire de Gaston et Lucie, album pour enfant de Monsieur Lune et Sébastien Rost.

## Publications
- 2023 : La Petite Rouge, aux Éditions Les Nouveaux Auteurs, et en poche chez Pocket : Prix du Suspense Psychologique 2023, président du jury : Nicolas Beuglet. Prix polar 2024. Prix Gouttes de Sang d'Encre 2024.
- 2024 : Poule Renard Vipère, aux éditions Prisma.  (ISBN 978-2-8104-3969-0)

## Filmographie
- 2006 : Africa Paradis de Sylvestre Amoussou : Paul

## Doublage
Note : Les dates inscrites en italique correspondent aux sorties initiales des films dont Benjamin Pascal a assuré le redoublage ou le doublage tardif.
Sources : RS Doublage, Doublage Séries Database, Planète Jeunesse et Anime News Network

### Cinéma

#### Films
- Kiowa Gordon dans (4 films) :
  - Twilight, chapitre II : Tentation (2009) : Embry Call
  - Twilight, chapitre III : Hésitation (2010) : Embry Call
  - Twilight, chapitre IV : Révélation, 1re partie (2011) : Embry Call
  - Twilight, chapitre V : Révélation, 2e partie (2012) : Embry Call

- Skylar Astin dans :
  - The Hit Girls (2012) : Jesse
  - Pitch Perfect 2  (2015) : Jesse
  - Société secrète de la royauté (2020) : Pr James Morrow

- Martin Starr dans :
  - Veronica Mars (2014) : Lou « Cobb » Cobbler
  - Il est toujours temps d'aimer (en) (2015) : Lloyd
  - Le Samaritain (2022) : Arthur

- Alain Moussi dans :
  - Kickboxer: Vengeance (2016) : Kurt Sloane
  - Kickboxer : L'Héritage (2018) : Kurt Sloane
  - Jiu Jitsu (2020) : Jake Barnes

- Cristo Fernández (en) dans :
  - Spider-Man: No Way Home (2021) : le barman qui sert Eddie Brock (scène post-générique)
  - Transformers: Rise of the Beasts (2023) : Wheeljack (voix)
  - Alexander et son Voyage épouvantablement terrible et affreux (en) (2025) : Chavo

- Ashton Kutcher dans :
  - Texas Rangers : La Revanche des justiciers (2001) : George Durham
  - Sex Friends (2011) : Adam

- Jesse Bradford dans :
  - Top chronos (2002) : Zak Gibbs
  - The Last Days (2011) : David

- Paco León dans :
  - Reinas (2005) : Narciso
  - 7 Años (2016) : Luis

- Keir O'Donnell dans :
  - Pathology (2008) : Ben Stravinsky
  - Paul Blart : Super Vigile (2009) : Veck Sims

- Luke Grimes dans :
  - Shangri-La Suite (2015) : Jack Blueblood
  - Les Sept Mercenaires (2016) : Teddy Q

- Tom Vaughan-Lawlor dans :
  - Infiltrator (2016) : Steve Cook
  - Le Livre de Clarence (2024) : Antoninus

- Maurice Compte dans :
  - Section 8 (en) (2022) : le procureur général des États-Unis Martin Savoy
  - Little Dixie (de) (2023) : Lalo Miguel Prado

- 1987 : The Year My Voice Broke : Trevor Leishman (Ben Mendelsohn)
- 1992 : La Différence : un garçon (James Donnell Quinn)
- 1996 : Johns : John (David Arquette)
- 1996 : Hunter : Stig (Thomas Hedengran (sv))
- 1998 : Pleasantville : Howard (Giuseppe Andrews)
- 1999 : Galaxy Quest : Brandon (Justin Long)
- 2000 : Souvenirs mortels (es) : Iván (Fele Martínez)
- 2001 : Zoolander : Meekus (Alexander Skarsgård)
- 2002 : Créance de sang : le jeune inspecteur (Matt Huffman)
- 2004 : Arahan : Sang-hwan (Ryoo Seung-bum (en))
- 2005 : Harry Potter et la Coupe de feu : Viktor Krum (Stanislav Ianevski)
- 2005 : American Pie: No Limit! : Brandon Vandecamp (Matt Barr)
- 2006 : Cold Prey : Morten Tobias (Rolf Kristian Larsen)
- 2006 : Mémoires de nos pères : Harlon Block (Benjamin Walker)
- 2007 : Redacted : Reno Flake (Patrick Carroll)
- 2007 : Alone : Vee (Vittaya Wasukraipaisan)
- 2007 : Big Movie : Nacho Libre (Jareb Dauplaise (en))
- 2009 : Rampage - Sniper en liberté : Bill Williamson (Brendan Fletcher)
- 2009 : Van Wilder 3 : La Première Année de fac : Van Wilder (Jonathan Bennett)
- 2010 : Legend of the Fist: The Return of Chen Zhen : Chen Zhen (Donnie Yen)
- 2011 : Damsels in Distress : Rick DeWolfe (Zach Woods)
- 2012 : Naked Soldier : Sam Wong (Andy On)
- 2015 : Full Out, l'incroyable histoire d'Ariana Berlin (en) : Pierce (Jake Epstein)
- 2015 : Cœur de dragon 3 : La Malédiction du sorcier : Brude (Jonjo O'Neill (en))
- 2016 : Dirty Papy : Nick (Adam Pally)
- 2016 : Je ne vois que toi : Ramon (Miquel Fernández (es))
- 2016 : Special Correspondents : Domingo (Raúl Castillo)
- 2017 : L'Expérience interdite : Flatliners : Ray (Diego Luna)
- 2017 : Beyond Skyline : Trent (Jonny Weston)
- 2018 : Yuli : Opito (Cesar Domínguez)
- 2018 : 303 Squadron : Jean Zumbach (Maciej Zakościelny (pl))
- 2019 : Malgré tout : Alejandro (Maxi Iglesias)
- 2021 : Tom et Jerry : Ben (Colin Jost)
- 2021 : Blue Bayou : Antonio LeBlanc (Justin Chon)
- 2021 : Cry Macho : Aurelio (Horacio Garcia Rojas)
- 2021 : 7 Prisonniers : ? (?)
- 2021 : Space Sweepers : le robot Bubs (Yoo Hae-jin)
- 2022 : The Pirates : À nous le trésor royal ! (en) : ? (?)
- 2022 : Seoul Vibe (en) : John Woo (Go Kyung-Pyo)
- 2022 : Les Lignes courbes de Dieu : l'inspecteur Soto (Dafnis Balduz (es))
- 2022 : The People We Hate at the Wedding (en) : Paul (Ben Platt)
- 2022 : Les Tactiques de l'amour (tr) : l'émir (Doğukan Polat)
- 2022 : Book of Love (en) : Pedro (Horacio Villalobos (es))
- 2022 : Un Noël pas si joyeux (en) : Conrado (Alfonso Borbolla (es))
- 2023 : Oh Belinda (tr) : Levent (Kâmil Güler (tr))
- 2023 : Sound of Freedom : El Calacas (Gustavo Sánchez Parra (es))
- 2024 : Beautiful Wedding : Miguel (Alex Aiono)
- 2024 : Hard Home (en) : ? (?)

#### Films d'animation
- 1984 : Lamu : Un rêve sans fin : Ataru
- 2003 : Les Enfants de la pluie : Skän
- 2004[n 1] : Saint Seiya: Tenkai-hen josō: Overture : Shiryu, Ichi et Shion
- 2005 : Tenjō Tenge: The Past Chapter : Masataka Takayanagi
- 2007 : Shuriken School, le film : Bruce Chang
- 2010 : La Disparition de Haruhi Suzumiya : Itsuki Koizumi
- 2010 : Redline : Trava, Todoroki, Johnny Boy, Titan
- 2012 : Les Enfants loups, Ame et Yuki : Sōhei
- 2013[n 2] : Dragon Ball Z: Battle of Gods : Pilaf
- 2013 : Hunter × Hunter: Phantom Rouge : Chrollo Lucifer
- 2014 : La Légende de Manolo : Manolo[n 3]
- 2015 : Dragon Ball Z : La Résurrection de ‘F’ : Pilaf et Jaco
- 2016 : Sausage Party : Barry[n 4],[9]
- 2018 : Nouvelle Génération : le professeur Rice
- 2021 : Chasseurs de trolls : Le Réveil des Titans : le prince Krel Tarron[n 3]
- 2021 : Jujutsu Kaisen 0 : Kiyotaka Ijichi
- 2024 : Thelma la licorne : voix additionnelles
- 2024 : Baki Hanma vs Kengan Ashura : Ohma Tokita
- 2025 : Demain est un autre jour : Lucas (Dario Ladani Sanchez)

### Télévision

#### Téléfilms
- Jonathan Bennett dans :
  - Seconde chance pour une romance (2012) : Ben
  - L'Auberge des amoureux (2014) : Jerry
  - Sous le charme de Noël (2014) : Sebastian
  - Amoureusement vôtre (2015) : Nathan
  - Coup de foudre et imprévus (2017) : Victor

- 2001 : Walter and Henry : Henry (Nicholas Braun)
- 2001 : The Flamingo Rising : Abraham Jacob Lee (Christopher Larkin)
- 2006 : Les Cheetah Girls 2 : Angel (Peter Vives)
- 2007 : Partition amoureuse : Jamie Derringer (Antonio Cupo)
- 2010 : Turbulences en plein vol : John Wilson (Jason Cook)
- 2011 : Armageddon de glace : Norm (Haig Sutherland)
- 2012 : Les Princesses des neiges : Nick Anderson (Jonathan Patrick Moore)
- 2012 : La Liste du Père Noël : Peter (Steven Christopher Parker)
- 2015 : Les Dessous de Melrose Place : Grant Show (Ryan Bruce)
- 2016 : Retrouvailles mortelles : Shane Conley (Johnny Pacar)
- 2022 : Ma fille est une camgirl : le lieutenant Walter (Nicholas Robert Ortiz)

#### Séries télévisées
- Zach Woods dans :
  - The Office (2010-2013) : Gabe Lewis (51 épisodes)
  - The League (2012-2015) : Lane (3 épisodes)
  - The Good Wife (2013-2016) : Jeff Dellinger (4 épisodes)
  - Avenue 5 (2020-2022) : Matt Spencer (17 épisodes)
  - The Afterparty (2023) : Edgar (saison 2)

- Eddie McClintock dans :
  - Warehouse 13 (2009-2014) : Pete Lattimer (64 épisodes)
  - Modern Family (2014) : Brandon (saison 5, épisode 13)
  - Backstrom (2015) : Sam D'Agostino (saison 1, épisode 2)
  - Marvel : Les Agents du SHIELD (2015) : Vin-Tak (saison 2, épisode 12)

- Jonathan Patrick Moore (en) dans :
  - The L.A. Complex (2012) : Connor Lake (19 épisodes)
  - Royal Pains (2014) : Aaron (saison 6, épisode 2)
  - Grimm (2016) : Malcolm Caulfield (saison 5, épisode 15)
  - 9-1-1 (2021) : Brian (saison 4, épisode 6)

- Shazad Latif dans :
  - MI-5 (2009-2011) : Tariq Masood (17 épisodes)
  - Star Trek: Discovery (2017-2019) : le lieutenant Ash Tyler (25 épisodes)
  - Departure (2019) : Ali (6 épisodes)

- Matt Barr dans :
  - Hatfields and McCoys (2012) : Johnse Hatfield (3 épisodes)
  - Sleepy Hollow (2014-2015) : Nick Hawley (9 épisodes)
  - Valor (2017-2018) : le capitaine Leland Gallo (13 épisodes)

- Enrique Murciano dans :
  - Bloodline (2015-2017) : Marco Diaz (26 épisodes)
  - Tell Me Your Secrets (2021) : Pete Guillory (10 épisodes)
  - The Night Agent (2023) : Ben Almora

- Jared Padalecki dans :
  - Gilmore Girls (2000-2005) : Dean Forester (63 épisodes)
  - Gilmore Girls : Une nouvelle année (2016) : Dean Forester (mini-série, épisode 4)

- Leo Fitzpatrick dans :
  - Kill Point : Dans la ligne de mire (2007) : Michael « Mouse » (mini-série)
  - Gotham (2015) : Joe Pike (saison 2, épisodes 5 et 6)

- Martin Starr dans :
  - Party Down (2009-2023) : Roman DeBeers (26 épisodes)
  - Hawaii 5-0 (2010-2016) : Adam « Toast » Charles (4 épisodes)

- Tom Vaughan-Lawlor dans :
  - Love/Hate (en) (2010-2014) : Nigel « Nidge » Delaney (28 épisodes)
  - Dublin Murders (en) (2019) : Frank Mackey (8 épisodes)

- Charlie Weber dans :
  - Burn Notice (2011) : Jacob Starky (saison 5, épisodes 6 et 7)
  - 90210 Beverly Hills : Nouvelle Génération (2013) : Mark Holland (saison 5)

- Jussie Smollett dans :
  - Empire (2015-2019) : Jamal Lyon (84 épisodes)
  - Star (2017) : Jamal Lyon (saison 2, épisode 1)

- Alfonso Herrera dans :
  - L'Exorciste (2016-2017) : le Père Tomas Ortega (20 épisodes)
  - Ozark (2022) : Javier « Javi » Elizonndro (saison 4)

- James Harkness dans :
  - The Victim (2019) : Craig Myers (mini-série)
  - The English Game (2020) : Jimmy Love (mini-série)

- 1996 : Diagnostic : Meurtre : Kim Ho (Reggie Lee) (saison 4, épisode 11)
- 1999-2000 : Queer as Folk : Nathan Maloney (Charlie Hunnam) (10 épisodes)
- 2001 : Ally McBeal : Malcolm Wyatt (Josh Groban) (saison 4, épisode 23 et saison 5, épisode 7)
- 2001-2004 : Parents à tout prix : Dean Peramotti (Mike Vogel) (15 épisodes)
- 2002 : L'Île de l'étrange : Zane Walker (Ben Crowley) (9 épisodes)
- 2003-2019 : Arrested Development : George-Michael Bluth (Michael Cera) (84 épisodes)
- 2005-2008 : Urgences : Dr Harold Zelinski (Steven Christopher Parker) (8 épisodes)
- 2006-2007 : Monster Warriors : Luke (Jared Keeso) (53 épisodes)
- 2007 : Blood Ties : Henry Fitzroy (Kyle Schmid) (22 épisodes)
- 2007-2008 : H2O : Ash (Craig Horner) (11 épisodes)
- 2007-2008 : Jordan : Tony Lee (Justin Chon) (30 épisodes)
- 2007-2008 : La Compagnie des glaces : le lieutenant Damien (James Gerard) (26 épisodes)
- 2007-2009 : Eureka : Lucas (Vanya Asher) (12 épisodes)
- 2007-2012 : Prom Queen (en) : Ben (Sean Hankinson) (51 épisodes)
- 2008 : Eleventh Hour : Dylan Petraneck (Patrick Carroll) (épisode 8)
- 2008-2011 : Physique ou Chimie : César « Cabano » de Vera (Maxi Iglesias) (57 épisodes)
- 2008-2012 : The Guild : M. Wiggly (Brett Sheridan) (18 épisodes)
- 2009-2011 : Nick Cutter et les Portes du temps : le capitaine Hilary James Becker (Ben Mansfield) (23 épisodes)
- 2010 : Kenny Powers : Sebastian Cisneros (Michael Peña) (5 épisodes)
- 2010 : Smallville : Cameron Mahkent / le Glaçon (Wesley MacInnes) (saison 9, épisode 11)
- 2011 : Death Valley : l'officier Billy Pierce (Bryce Johnson) (12 épisodes)
- 2011 : Un petit brin de vie : Ian (Matthew Holness) (3 épisodes)
- 2011-2012 : Burn Notice : un soldat (Claudio Pinto) (saison 5, épisode 1), le chef de la sécurité (Tony Walls) (saison 6, épisode 11) et Anderson (Andrew Wind) (saison 6, épisode 13)
- 2011-2013 : Les Bracelets rouges : Lléo (Àlex Monner) (26 épisodes)
- 2011-2015 : Mon oncle Charlie : Walden Schmidt (Ashton Kutcher) (84 épisodes)
- 2012 : Lilyhammer : Geir « Elvis » Tvedt (Kyrre Hellum) (5 épisodes)
- 2012-2015 : Parks and Recreation : Jeremy Jamm (Jon Glaser) (18 épisodes)
- 2013 : Mob City : Pat Dolan (John Pollono) (6 épisodes)
- 2013 : The Good Wife : un interne (Andy Striph) (saison 5, épisode 1)
- 2013-2014 : Sam et Cat : Goomer (Zoran Korach) (19 épisodes)
- 2014 : The Tomorrow People : ? ( ? )
- 2014 : NCIS : Enquêtes spéciales : Benham Parsa (Karan Oberoi) (saison 11, épisodes 12 et 14)
- 2014 : Glee : Jean Baptiste (Skylar Astin) (saison 5, épisode 11)
- 2014-2021 : Brokenwood : l'officier Sam Breen (Nic Sampson (es)) (26 épisodes)
- 2015 : Graceland : Toros Berbarian (Val Lauren) (6 épisodes)
- 2015 : Brotherhood : Dan (Ben Ashenden (en)) (8 épisodes)
- 2015 : Zoo : Gaspard Alves (Henri Lubatti) (3 épisodes)
- 2015 : Mr Selfridge : Serge de Bolotoff (Leon Ockenden) (10 épisodes)
- 2015-2016 : Blunt Talk : Ronnie (Brett Gelman) (6 épisodes)
- 2015-2017 : The Walking Dead : Spencer Monroe (Austin Nichols) (27 épisodes)
- 2016 : Fear the Walking Dead : Marco Rodriguez, le chef de clan (Alejandro Edda) (saison 2)
- 2016 : Reine du Sud : Ricardo (Oscar Contreras) (saison 1)
- 2016-2017 : Narcos : Hugo Martinez Jr. (Sebastian Vega) (6 épisodes) et Jorge Salcedo (Matias Varela) (17 épisodes)
- 2016-2020 : High Maintenance : The Guy (Ben Sinclair) (34 épisodes)
- 2017 : Shots Fired : James Ruiz (Manny Perez) (4 épisodes)
- 2017 : Wet Hot American Summer: Ten Years Later : Gerald « Coop » Cooperberg / Mme Patti / Ronald Reagan (Michael Showalter) (mini-série)
- 2017 : Trial and Error : Rutger Hiss (Kevin Durand) (4 épisodes)
- 2017 : Fargo : l'officier Oscar Hunt (Rob McElhenney) (saison 3, épisode 3)
- 2017 : The Mist : Nash (Philip Ettinger) (épisodes 7 et 9)
- 2017-2018 : Snowfall : Pedro Nava (Filipe Valle Costa) (17 épisodes)
- 2017-2018[10] : The Fosters : Drew Foster (Jared Ward) (10 épisodes)
- 2017-2019 : Nola Darling n'en fait qu'à sa tête : Hassan (Emmanuel Adigun) (4 épisodes)
- 2018 : UnREAL : Rodrigo (Alejandro Muñoz) (8 épisodes)
- 2018 : Shades of Blue : Enrique (Victor Turpin) (5 épisodes)
- 2018 : Mayans M.C. : Kevin Jimenez (Maurice Compte) (saison 1)
- 2018 : Permis de vivre : Alejandro (Ricardo Gómez) (7 épisodes)
- 2018 : Good Doctor : Kenny (Chris D'Elia) (saison 1)
- 2018-2019 : Siren : Doug Pownall (Andrew Jenkins) (9 épisodes)
- 2019 : Tin Star (en) : Estuardo (Dominic Zamprogna) (4 épisodes)
- 2019 : Le Protecteur d'Istanbul : Can (Hakan Ummak) (4 épisodes)
- 2019 : Mallorca : Federico Ramis (Nacho Aldeguer)
- 2019 : Coisa Mais Linda : Nelson Soares (Alexandre Cioletti) (13 épisodes)
- 2019-2022 : Four More Shots Please! (en) : Varun Khanna (Neil Bhoopalam)
- 2020 : Gentefied : Erik Morales (J. J. Soria) (13 épisodes)
- 2020 : No Man's Land : Paul (Dean Ridge) (mini-série)
- 2020 : The Luminaries (en) : Cowell Devlin (Matt Whelan) (mini-série)
- 2020 / 2021 : Grey's Anatomy : Station 19 : Michael Williams (Jonathan Bennett) (saison 3, épisode 6 et saison 4, épisode 9)
- 2021 : La Templanza : Manuel Ysasi (Antonio Navarro) (5 épisodes)
- 2021 : La République de Sarah : Adam Dearborn (Ryan Bruce) (6 épisodes)
- 2021 : FBI: International : Thiago Delgado (Rodrigo Peñalosa Pita) (saison 1, épisode 4)
- 2021 : Invasion : Chavez (Alex Hernandez) (saison 1)
- 2021 : Maid : Nate (Raymond Ablack) (mini-série)
- 2021 : Reyka (en) : Alex Tyrone (Mark Elderkin)
- 2021 : The Beast Must Die (en) : Nigel Strangeways (en) (Billy Howle)
- 2021 : American Rust (en) : Alejandro Ferreiras (Federico Rodriguez)
- 2022 : Twenty-Five Twenty-One : le coach [Qui ?]
- 2022 : The Boys : Todd (Matthew Gorman) (saison 3)
- 2022 : Umbrella Academy : Alphonso Hargreeves / Sparrow Quatre (Jake Epstein) (saison 3)
- 2022 : Uncoupled : Jerry (David Burtka) (saison 1, épisode 6)
- 2022 : Equalizer : Christian Messina (Josh Drake) (saison 2, épisode 16)
- 2022 : New York, crime organisé : Jessie Santos (Sebastian Arroyo) (saison 2)
- 2022 : Intimidad : Hugo (Francesco Carril)
- 2022 : The Cleaning Lady (en) : Carlos (Harold Nieves Fisch) (7 épisodes)
- 2022 : Five Days at Memorial : Michael Arvin (Joe Carroll) (mini-série)
- 2022 : Promised Land (en) : Junior Sandoval (Miguel Angel Garcia)
- 2022 : The Imperfects : Alejandro Ruiz (Diego Stredel)
- 2022 : Echo 3 (en) : Tariq Marwan (Vicente Peña)
- 2022 : Mo : Sameer Najjar (Omar Elba (en))
- 2022 : Bargain : Le Prix à payer (en) : Noh Hyung-soo (Jin Seon-kyu (en)) (mini-série)
- depuis 2022 : Hartley, cœurs à vif : Spencer « Spider » White (Bryn Chapman-Parish)
- 2023 : German Crime Story : Captives (de) : Jens Burmeister (Wolf Danny Homann (de))
- 2023 : La Diplomate : Basir (Reza Diako)
- 2023 : Big Sky : Troy Whitlow (Konstantin Melikhov) (saison 3, épisode 11)
- 2023 : L'Élu : le Père O'Higgins (Alfonso Dosal (es))
- 2023 : Gangs of Oslo : Harald (Trond Teigen) (6 épisodes)
- 2023 : Un, dos, tres : Nouvelle génération : Luiso (Lucas Velasco (es))
- 2023-2025 : Knokke Off : Mikael [Qui ?] et Paul (Tristan Versteven)
- 2024 : A Killer Paradox (en) : ? (?)
- 2024 : Parasyte: The Grey : un adjoint de Chul-min [Qui ?]
- 2025 : Chair de poule : Dr Avi Pamani (Sendhil Ramamurthy) (saison 2)
- 2025 : Mid-Century Modern : le serveur (Marques Ray) (saison 1, épisode 7)
- 2025 : Mauvais suspect (en) : Gesio de Avila (Ben Santos)

#### Séries d'animation
- 1997 : Slayers Tr : Valgarv
- 1998-2000[n 5] : Great Teacher Onizuka : Noboru Yoshikawa
- 1998 : Les Nouvelles Aventures de Batman : Tim Drake / Robin (saison 4, épisode 21)
- 1999-2001 : Batman, la relève : Willie Watt, Jared Tate, Ollie, Matt McGinnis et voix additionnelles
- 1999-2001[n 5] : Hunter × Hunter : Hanzo
- 2000-2002[n 6] : Ippo le challenger : Masaru Aoki
- 2000[n 6] : Gate Keepers : Binoclard (Kanetake Meguro)
- 2001[n 5] : Cosmowarrior Zero : La Jeunesse d'Albator : Edge, Root, Wared
- 2001[n 5] : Shaman King : Horohoro
- 2001-2002[n 7] : X : Sorata enfant
- 2001[n 7] : Love Hina : Shirai Kimiaki
- 2001[n 8] : Argento Soma : Takuto Kaneshiro / Ryu Soma
- 2001[n 8] : Hikaru no go : Kimihiro Tsutsui
- 2002 : Abenobashi Magical Shopping Street : Satoshi Imamiya
- 2002[n 7] : Witch Hunter Robin : Kazyuya Misawa (épisode 2)
- 2002[n 8] : Mobile Suit Gundam SEED : Sai Argyle
- 2002[n 8] : Chobits : Hiroyasu Ueda
- 2002[n 6] : Mahoromatic: Automatic Maiden : Suguru Misato
- 2002[n 6] : Tokyo Underground (en) : Ginnosuke Izuzu
- 2003-2004 : Fullmetal Alchemist : Denny Broch et Kain Fuery
- 2003 : Static Choc : Tim Drake / Robin (saison 2, épisode 11)
- 2003 : Submarine Super 99 : Kikuchi
- 2003-2004[n 8] : Gungrave : Harry MacDowell
- 2003[n 6] : Zatchbell : Yuta (épisode 6) et Sugina (épisode 7)
- 2004 : DearS : Oihiko
- 2004 : Enfer et Paradis : Masataka Takayanagi
- 2004 : Midori Days : Seiji Sawamura
- 2004[n 6] : Mai-HiME : Kazuya Kurauchi
- 2004[n 9] : Gokusen : Haruhiko « Uchi » Uchiyama
- 2004[n 10]-2015 : One Piece : le vice-lieutenant Jonathan, Emperio Ivankov et Ideo
- 2005 : Samurai champloo : Umanosuke, le borgne (épisodes 24 à 26)
- 2005 : .hack//Legend of the Twilight : Reki
- 2006[n 11] et 2009[n 12] : La Mélancolie de Haruhi Suzumiya : Itsuki Koizumi
- 2007-2009[n 13] : Mobile Suit Gundam 00 : Tieria Erde
- 2007[n 13] : Gurren Lagann : Kittan
- 2007-2008 : Ikki Tousen : voix additionnelles (saisons 2 et 3)
- 2008-2017 : Wakfu : Nox, Wagnar / le comte Vampyro, Marie-Jean (saison 2) (création de voix)
- 2009[n 14]-2019 : Fairy Tail : Vidaldus Taka, Kageyama, Racer, Mest Gryder, Kama et James
- 2010-2016 : TUFF Puppy : Larry
- 2011 : Hunter × Hunter : Kuroro Lucifer, Werefin
- 2011 : Jewelpets, le royaume des bijoux : Tatewaki et Akira
- 2012-2015 : Kuroko's Basket : Taiga Kagami
- 2012 : Beelzebub : Tatsumi Oga
- 2012-2013 : Victory Kickoff!! : Ozo Furuya
- 2012 : Jewelpet Twinkle : Leon
- 2013 : Saint Seiya Omega : Shiryu (2e voix)
- 2013-2023 : L'Attaque des Titans : Jean Kirschtein et Mike Zacharias
- 2014-2017 : Sonic Boom : Cubot, le maire et voix additionnelles
- 2014-2015 : Foot 2 rue extrême : Fat (création de voix)
- 2014-2015 : Nisekoi : Claude
- 2014-2016 : Terra Formars : Araki Hizamaru
- 2014 / 2025 : Black Butler : Joker
- 2015 : One Punch Man : Psycho Poulpe et Vipaire
- 2015-2016 : Assassination Classroom : Ryōma Terasaka
- 2015-2022 : Robin des Bois Malice à Sherwood : Ralf et Rolf (création de voix)
- 2016 : All Out!! : Masaru Ebumi
- 2016-2018 : Dragon Ball Super : Pilaf, Jaco, Dium, Sidra le dieu de la destruction de l'univers 9, Basil, Arak le dieu de la destruction de l'univers 5 et Ganos[11]
- 2016-2017 : My Hero Academia : le narrateur, Hizashi Yamada / Present Mic (1re voix, saisons 1 et 2) et Gun-Head
- 2016-2018 : Chasseurs de trolls : Les Contes d'Arcadia : le prince Krel Tarron[n 3]
- 2016-2020 : Oui-Oui : Enquêtes au Pays des jouets : Hector et Pataclop
- 2017 : Ariol : Avoine (le père d'Ariol) (création de voix - 2e voix, saison 2)
- 2018 : Captain Tsubasa : Ken Wakashimazu
- 2018-2019 : Marblegen : Harry Cup
- 2019 : Le Trio venu d'ailleurs : Les Contes d'Arcadia : le prince Krel Tarron[n 3]
- 2019 : 7 Seeds : Gengorō
- 2019 : Tom-Tom et Nana : M. Lachaise et M. Rechignoux (création de voix)
- 2019-2020 : Saint Seiya : Les Chevaliers du Zodiaque : Shiryu du Dragon
- 2019-2023 : Kengan Ashura : Ohma Tokita
- 2020 : Mages et Sorciers : Les Contes d'Arcadia : le prince Krel Tarron[n 3]
- 2020 : Jujutsu Kaisen : Kiyotaka Ijichi
- 2020 : Great Pretender : Laurent Thierry
- 2021 : Dota: Dragon's Blood (en) : Gwanwyn
- 2021 : Edens Zero : Kenzaiten Garrett
- 2021-2022 : Shaman King : Horohoro Usui
- 2022 : The Boys présentent : Les Diaboliques : Great Wide Wonder[n 4]
- 2022 : To Your Eternity : Messar Robin Bastar
- 2022-2024 : Sonic Prime : Orbot, Cubot et Dr Blasé
- depuis 2022 : Bleach: Thousand-Year Blood War : Driscoll Berci et voix additionnelles
- 2023 : Comment j'ai survécu au Manoir Wynknight : Noah Wynknight
- 2023 : The Ancient Magus Bride : Fabio
- 2023 : Pluto : le professeur Hoffman
- 2024 : Kaiju no 8 : Masahide Tokuda
- 2024 : Sausage Party : Bouff'land (en) : Barry[n 4]
- 2024-2025 : Fairy Tail: 100 Years Quest : Kashima
- 2025 : Devil May Cry (en) : Dante

#### OAV
- 1991[n 15] : 3×3 Eyes : Yakumo Fujii (2e doublage)
- 2002 : I'll/CKBC : Harumoto
- 2005 : Tenjō Tenge: Ultimate Fight : Masataka Takayanagi
- 2014-2015 : Code Geass: Akito the Exiled : Ryo Sayama

### Jeux vidéo
- 2003 : Batman: Rise of Sin Tzu : Tim Drake / Robin
- 2006 : Hitman: Blood Money : voix additionnelles
- 2009 : Left 4 Dead 2 : Ellis
- 2009 : League of Legends : Brolaf et Super Rumble intergalactique
- 2010 : Spider-Man : Dimensions : Spider-Man 2099
- 2011 : Fallout: New Vegas - Honest Hearts : Suit-la-Craie
- 2011 : Dirt 3 : Christian Stevenson
- 2012 : The Witcher 2: Assassins of Kings : le prince Stennis
- 2012 : Tom Clancy's Ghost Recon: Future Soldier : Gabriel Paez
- 2012 : The Amazing Spider-Man : Peter Parker / Spider-Man
- 2013 : DmC: Devil May Cry : Dante
- 2013 : Sonic Lost World : Cubot
- 2013 : Mario et Sonic aux Jeux olympiques d'hiver de Sotchi 2014 : Cubot
- 2014 : Skylanders: Trap Team : Bushwhack
- 2014 : The Amazing Spider-Man 2 : Peter Parker / Spider-Man
- 2014 : Sonic Boom : L'Ascension de Lyric : le chef Woody, Fred Foreman, Maire Fink et Hayward
- 2016 : Final Fantasy XV : voix additionnelles
- 2016 : Mario et Sonic aux Jeux olympiques de Rio 2016 : Cubot
- 2016 : Sonic Boom : Le Feu et la Glace : Cubot et Orbot
- 2016 : Watch Dogs 2 : voix additionnelles
- 2016 : WRC 6 : voix-off et Copilote
- 2017 : Tom Clancy's Ghost Recon Wildlands : DJ Perico
- 2017 : WRC 7 : Copilote
- 2017 : Lego Ninjago, le film : Le Jeu vidéo
- 2017 : South Park : L'Annale du destin : voix additionnelles
- 2017 : Sonic Forces : Cubot
- 2017 : Star Wars Battlefront II : voix additionnelles
- 2018 : Far Cry 5 : John Seed
- 2018 : Just Cause 4 : Cesar Pedrone
- 2019 : Days Gone : Docteur Jiminez
- 2019 : Team Sonic Racing : Cubot
- 2021 : Life Is Strange: True Colors : voix additionnelles
- 2021 : Sonic Colours Ultimate : Cubot
- 2022 : Dying Light 2 Stay Human : voix additionnelles
- 2022 : Ghostwire: Tokyo : voix additionnelles
- 2022 : As Dusk Falls : l'agent de contrôle routier
- 2023 : Dead Space : Zach Hammond
- 2023 : Star Wars Jedi: Survivor : voix additionnelles
- 2023 : Diablo IV : voix additionnelles
- 2023 : Final Fantasy XVI : voix additionnelles
- 2023 : Tintin Reporter : Les Cigares du pharaon : Khnum, le cireur de l'M.S. Epomed et voix additionnelles
- 2023 : Avatar: Frontiers of Pandora : ?
- 2024 : Sonic X Shadow Generations (en) : Cubot
- 2024 : Star Wars Outlaws : ?
- 2025 : Assassin's Creed Shadows : ?

### Internet
- 2020 : Demon Slayer en 17 minutes par RE: Take : Muzan Kibutsuji
- 2022 : Et si GENSHIN IMPACT avait des voix françaises ? par RE: Take : Kaeya

## Voix off
- 2023 : Le Catch dans la peau : Bryan Kennison et Mahabali Shera (sur Netflix)